# إيفان كيتس
إيفان كيتس (بالإنجليزية: Ivan Keats)‏ هو منافس ألعاب قوى نيوزيلندي، ولد في 16 أبريل 1937 في كرايستشرش في نيوزيلندا.

## وصلات خارجية
- إيفان كيتس على موقع أوليمبيديا (الإنجليزية)